# Le Bouyssou
Le Bouyssou é uma comuna francesa na região administrativa de Occitânia, no departamento de Lot. Estende-se por uma área de 5,62 km². Em 2010 a comuna tinha 134 habitantes (densidade: 23,8 hab./km²).